# Гімн Республіки Саха
Гімн Республіки Саха (якут. Саха Өрөспүүбүлүкэтин өрөгөйүн ырыата), або Гімн Якутії — регіональний гімн Республіки Саха, суб'єкта Російської Федерації. Є одним з офіційних символів Республіки Саха, поряд з прапором і гербом Республіки Саха. Оригінально написаний мовою саха Савою Тарасовим і Михайлом Тимофеєвим. Музику написав Кирило Герасимов. Гімн офіційно прийнятий 15 липня 2004 року.
Музика гімну виконується в тональності фа мажор.

## Огляд

### Створення
Після того, як Республіка Саха стала суверенною державою, було прийнято першу конституція. У той час офіційного гімну Республіки Саха не існувало, хоча стаття 140 конституції передбачає, що «Республіка Саха (Якутія) має свій герб, прапор і гімн».
Після затвердження нової конституції створено комісію зі створення державного гімну, головою якої був поет Сава Тарасов. На оголошений конкурс було подано сотні проектів державного гімну з усієї країни, але комісія не ухвалила жодного. Це призвело до того, що у вересні 1992 року Саву Тарасова замінив заступник Голови Уряду Республіки Саха К. К. Корякін.
Після цієї невдачі президент Республіки Саха Ніколаєв  Михайло Юхимович доручив Міністерству культури Республіки Саха продовжити пошук гімну. Гімн був запропонований у вересні 1995 року на засіданні державних Зборів Республіки Саха. Слова пропонованого гімну були написані Дмитром Сивцевым. Музика гімну засновувалася на заключному хорі з опери «Ньургун Боотур» («Богатир Нюргун»), яка була написана Марком Жирковим та Генріхом Літинським й аранжована Ю. Шейкіною.
У 2000 році нова комісія під керівництвом народного депутата Р. Р. Местникова представила нову версію гімну (якут. Саргы ырыата, трансліт. Sargi ırıata). Слова були написані Савою Тарасовим і Михайлом Тарасовим, а музику написав Кирило Герасимов.

### Затвердження
26 березня 2003 року Президент Республіки Саха В'ячеслав Штиров видав указ про створення нової комісії з підготовки гімну під керівництвом О. С. Нікітіної. Комісія вибрала роботу «Саргы ырыата» і рекомендувала представити її державним зборам Республіки Саха. 15 липня 2004 року Іл Тумен затвердив державний гімн.
27 квітня 2004 року відбулося перше офіційне виконання гімну в День Республіки.

## Слова
| Якутська мова | Російська мова | Український переклад |
| --- | --- | --- |
| 1 Сахам сирэ дьоллоох тускуга Саһарҕалыы ыҥыра ыллыыр. Илинтэн арҕаа ол кустуга Алмаас таас курдук сандаара сырдыыр. Хос ырыата: Барҕа быйаҥнаах Сахам дойдута Модун Россия киэн туттуута, Өркөн өрөгөй тойугун туойдун, Үүнэр үйэҕэ үрдүү туруохтун! 2 Үллэр үөстээх Өлүөнэ Эбэ Өлбөт мэҥэ угуттуур уулаах. Элбэх омукка эрчим эбэр, Или-эйэни олохтуур уохтаах. Хос ырыата 3 Ааспыт кэммит айхаллаах суола Арчылыыр аар алгыһын биэрдэ. Сахабыт сирэ дьоһун, дуолан Сайдыы аартыгар түөрэҕэ түстэ. Хос ырыата | 1 Якутия, ты светом зари К добру и счастью всех нас зовёшь, Алмазной радугой ты горишь И нас к победам грядущим ведёшь. Припев: Цвети и крепни, родная земля, Расти и славься, Якутия. Краса и гордость России ты всей, Тебя раздольней нет и щедрей. 2 Привольно Лена наша течёт, Водой живой до края полна. Она согласье и силу несёт Дарует мир всем народам она. Припев 3 Земля Саха, святыни твои С вершин веков напутствуют нас. Мы путь продолжили предков своих, И с честью мы их исполним наказ. Припев | 1 Якутія, ти світлом зорі До добра і щастя всіх нас кличеш, Алмазний радуги ти горищ І нас до перемог прийдеш ведеш. Приспів: Квіти і міцні, рідна земля, Зростай і слався, Якутія. Краса і гордість Росії ти всієї, Тобі роздольніше немає і щедрих. 2 Привільно Олена наша тече, Водою живою до краю повна. Вона злагоду і силу несе Дарує мір всім народам вона. Приспів 3 Земля Саха, святині твої З вершин віків наказують нас. Ми путь продовжили предків своїх, і з честю ми їх виконаємо наказ. Приспів |

## Попередні гімни

### «Саха, покрита щастям»
Пісня Саха, покрита щастям (якут. Саргылардаах сахаларбыт, трансліт. Sargõlardaah sachalarbõt) була гімном Тунгуської республіки. Музика написана Адамом Скрябіним, а текст пісні заснований на вірші Алампи «Ыччат сахаларга», написаному в 1917 році.

### Інтернаціонал
«Інтернаціонал» (якут. Интернационал, трансліт. Internatsional) був державним гімном Союзу Радянських Соціалістичних Республік (СРСР) і державним гімном Російської Радянської Федеративної Соціалістичної Республіки з 1922 по 1944 рік.
Якутський переклад гімну планував написати Семен Новгородов. Через незнання тексту гімну він передав це завдання Платону Ойунському. Переклад закінчено 7 грудня 1921 року й опубліковано в газеті «Ленська комуна» 15 грудня 1921 року.

### Державний Гімн Радянського Союзу
«Державний гімн Радянського Союзу» (якут. Сэбиэскэй Сойуус өрөгөйүн ырыата, трансліт. Sebieskej Sojuus ørøgøjyn õrõata), був офіційним державним гімном Союзу Радянських Соціалістичних Республік (СРСР) і державним гімном Російської Радянської Федеративної Соціалістичної Республіки з 1944 по 1991 рік, замінивши «Інтернаціонал».

#### Використання гімну в Якутській АРСР
Після створення цього гімну його було популяризовано по всьому Радянському Союзу. В Якутській АРСР Якутський обком КПРС наказав усім районним та міським комітетам організувати популяризацію гімну з допомогою газет, радіо і створення навчальних груп з написання пісень, у тому числі якутською мовою.
Рада народних комісарів Якутської АРСР також доручила Радіокомітету записати якутську версію гімну і систематично транслювати її. В цілому було надруковано і розповсюджено листівками 15 000 примірників тексту.

#### Якутський переклад гімну
Офіційний переклад гімну якутською мовою затвердила спеціальна комісія. До складу комісії входили голова АПВ Якутського обкому Захаров, нарком освіти Чемезов, історик Г. П. Башарін і композитор Марк Жирков.
У комісію надійшло дев'ять перекладів з різних місць Якутської АРСР. З усіх представлених текстів були обрані тільки слова Миколи Єгоровича Мординова і поета Сергія Степановича Васильєва. Обом сказали скомбінувати обидва переклади і представити їх 12 січня 1944 року. Остаточний переклад Президія Верховної Ради СРСР затвердила 26 червня 1944 року.
«Пісня Саха» (якут. Саха ырыата, трансліт. Sacha õrõata) — вірш Алампа, написане в 1919 році. Музику написав Адам Скрябін.
Пісня стала символом опору радянській владі в Якутській області з 1921 по 1923 роки. Автора поеми Алампа називали частиною «націоналістичної буржуазії», арештували й відправили в Соловецький табір. Композитор пісні, Адам Скрябін, виїхав за кордон, щоб уникнути переслідування, і був заочно засуджений.
Пісню було дозволено для виконання радянським урядом через довгий час. Перше виконання цієї пісні відбулося на святкуванні Дня Перемоги в Якутській АРСР у 1945 році з грамофонної пластинки. Пісню пропонували на гімн Республіки Саха у 1990 році.